# George Haydn Huntley
George Haydn Huntley, meist G. Haydn Huntley, (* 14. Juli 1905 in Endicott, Whitman County, Washington; † 24. April 2001 in La Mesa, Kalifornien) war ein US-amerikanischer Kunsthistoriker.

## Leben
Er studierte Kunstgeschichte an der Harvard University (B.S. 1927, A.M. 1930, Ph.D. 1933). Seine Berufslaufbahn begann er 1932 als Instructor an der Washington University in St. Louis und wurde dort 1936 Assistant Professor. 1938 wurde er Assistant Professor für Kunstgeschichte an der University of Chicago. 1946 wurde er Associate Professor, 1948 Professor für Kunstgeschichte an der Northwestern University, 1973 trat er in den Ruhestand.
Huntley beschäftigte sich besonders mit der Kunst der italienischen Renaissance, seine Dissertation behandelte Andrea Sansovino, und der Kunst des 18/19. Jahrhunderts.

## Veröffentlichungen (Auswahl)
- Andrea Sansovino, Sculptor and Architect of the Italian Renaissance. Harvard University Press, Cambridge, Mass. 1935.